# Marko Đorđević
Marko Đorđević (in serbo Марко Ђорђевић?; Kruševac, 22 maggio 1983) è un allenatore di calcio ed ex calciatore serbo, di ruolo difensore.

## Caratteristiche tecniche
È un difensore centrale.

## Carriera

### Allenatore
Appesi gli scarpini al chiodo, con l'arrivo all'Honvéd  del neo tecnico Tam Courts diviene suo assistente per la stagione 2022-23.

## Palmares

### Club

#### Competizioni internazionali
- OFC Champions League: 1

Auckland City: 2017